# Новониколаевка (Михайловский район)
Новоникола́евка (укр. Новомиколаївка) — село,
Марьяновский сельский совет,
Михайловский район,
Запорожская область,
Украина.
Код КОАТУУ — 2323384404. Население по переписи 2001 года составляло 89 человек.

## Географическое положение
Село Новониколаевка находится на расстоянии в 0,5 км от села Марьяновка.

## История
- 1921 год — дата основания.